# Anne-Lise Knoff
Anne-Lise Knoff, född 1937 i Hamar, död 2005, var en norsk målare och grafiker, elev till Chrix Dahl.
Knoffs rikt ornamenterade målningar, ofta på en bas av guld, och hennes grafiska blad är präglade av katolsk mystik och har ofta litterär inspiration, så som Draumkvedet (1974). Andra illustrationsarbeten är Hamarkrøniken (1976), Solarljod (1980, tolkning av Ivar Orgland) och Vera Henriksens Dronningsagaen (1982). Hon gav 1977 ut Sett gjennom gullbriller.